# چارلز بارنت (کریکت، زاده ۱۸۸۴)
چارلز بارنت (انگلیسی: Charles Barnett; ۲۴ فوریهٔ ۱۸۸۴ – ۲۰ نوامبر ۱۹۶۲) بازیکن کریکت، و بازیکن فوتبال اهل بریتانیا بود.
از باشگاه‌هایی که در آن بازی کرده‌است می‌توان به باشگاه فوتبال چلتنهام تاون اشاره کرد.